# مگس‌های شپشی
مگس‌های شپشی (نام علمی: Hippoboscidae) نام یک تیره از هم‌زادان مگس‌های دایره‌ای است.